# BESK

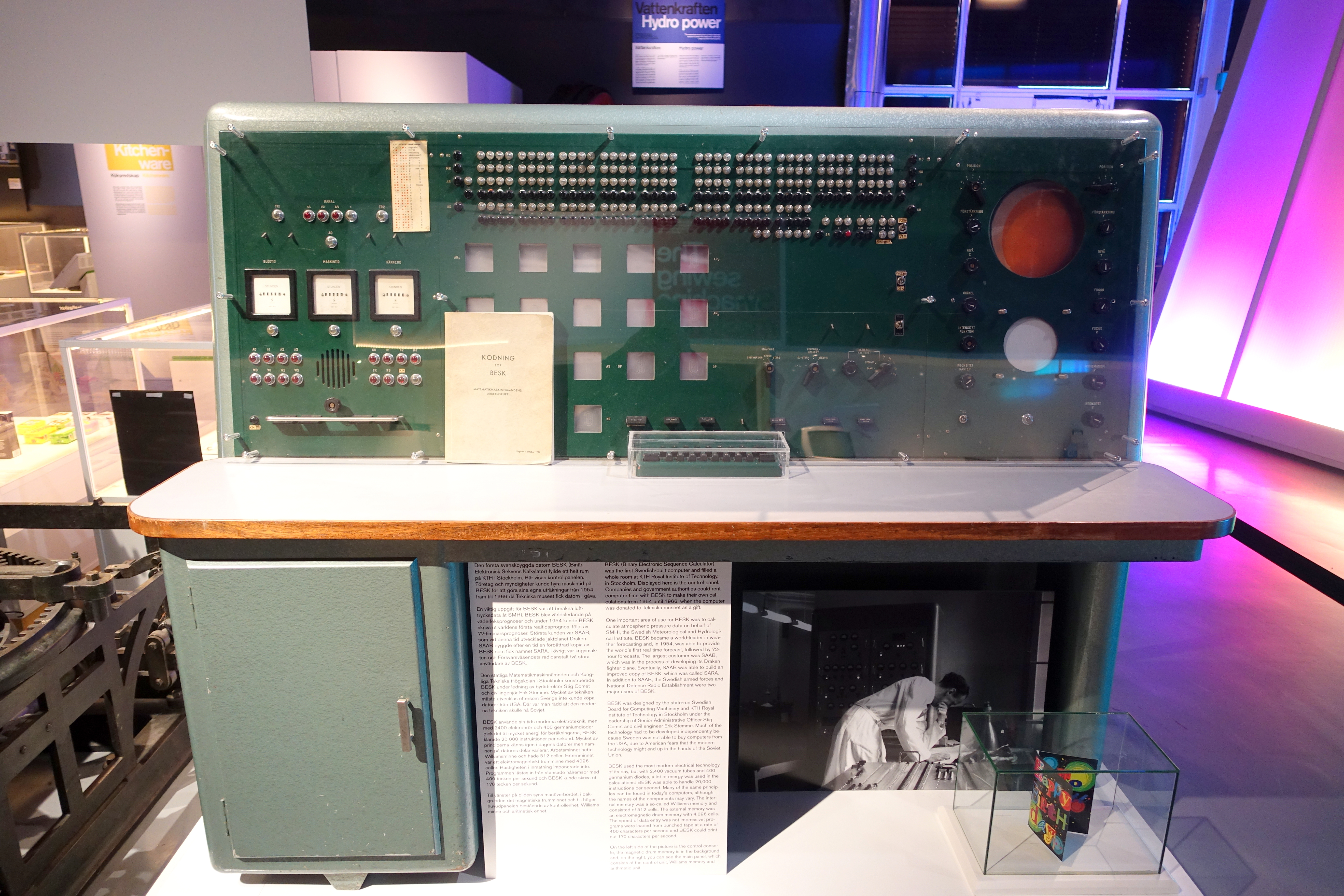
BESKの制御卓

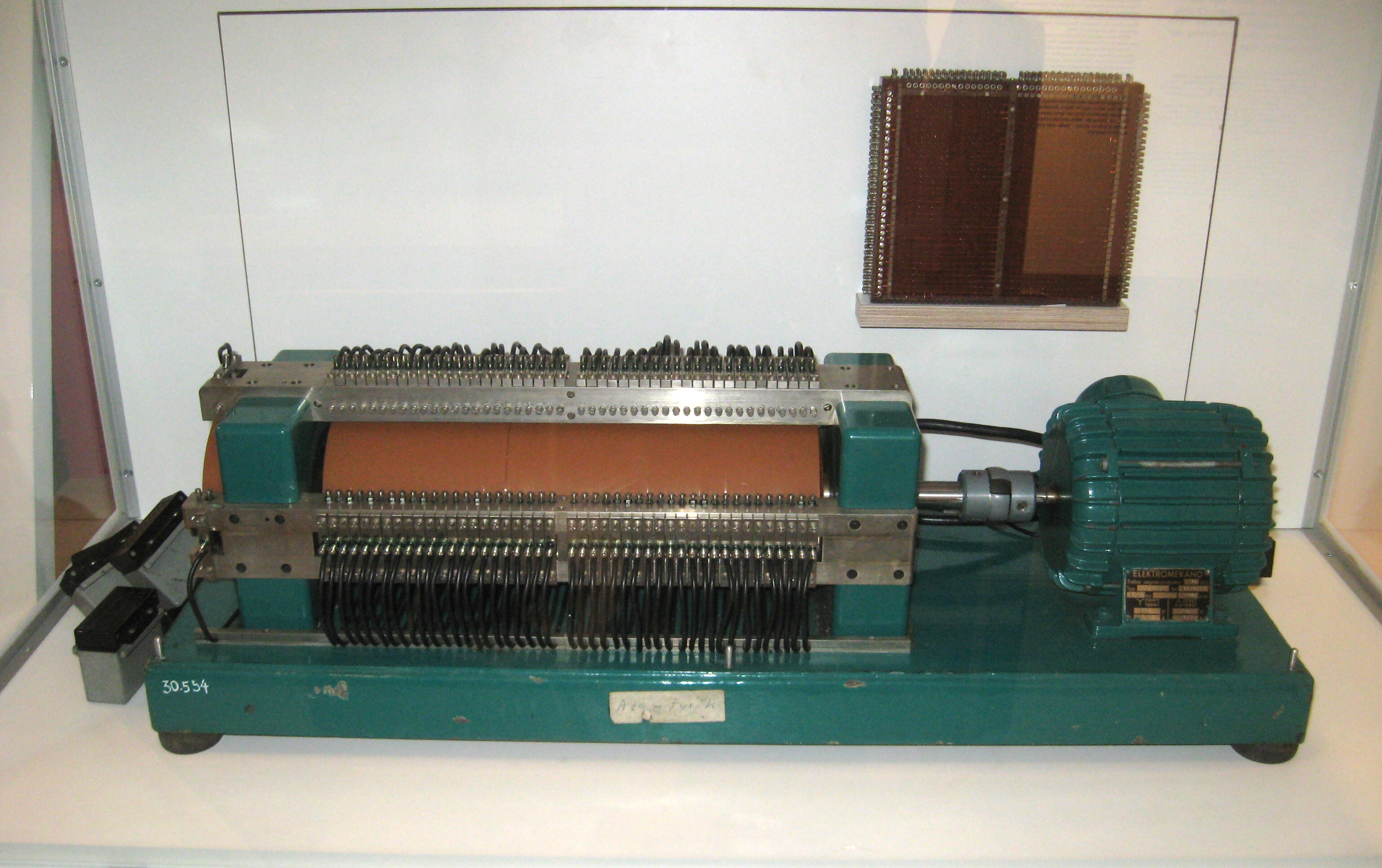
BESKのドラムメモリー(下)とコアメモリー(上)

BESK (スウェーデン語: Binär Elektronisk SekvensKalkylator）は、リレーの代わりに真空管を使用したマシン（真空管式コンピュータ）としては、スウェーデンで初めての電子計算機である。1953年にスウェーデン計算機委員会（スウェーデン語: Matematikmaskinnämnden）が開発し、1966年まで使用された。

## 概要
BESKはスウェーデン計算機委員会が開発したコンピューターで、リレーではなく真空管を用いたタイプとしてはスウェーデン初のマシンであった。BESKは1953年に完成し、1966年まで使用された。また、短期間ではあったが、世界最速の計算速度を有した。BESKの基礎技術はソリッドステート式のFACIT EDBやFACIT EDB-3に引き継がれた。FACIT EDBとFACIT EDB-3は、いずれもBESKとソフトウェアの互換性を有していた。他方、互換性はなかったものの、BESKの影響を受けて製造されたマシンの例としては、ルンド大学向けのSMILやSAABのSARA、デンマークのDASKなどがある。
スウェーデン計算機委員会がBESKを完成させたのは、機械式リレーを用いたBARK（スウェーデン語: Binär Aritmetisk Relä-Kalkylator, スウェーデンの"2進数継電器計算機"を意味する）コンピューターの開発から3年後である。当初はen:Conny PalmがBESKの開発チームを率いたが、1951年に亡くなったためStig Cométが後を継いだ。ハードウェアの開発はErik Stemmeが担当した。アーキテクチャーと命令セットを担当したのはGösta NeoviusとOlle Karlqvistである。開発チームのメンバーは奨学金を受けてアメリカのプリンストン高等研究所（IAS）とマサチューセッツ工科大学（MIT）に留学し、IASマシンの設計図を入手、これを忠実な手本としてBESKを開発した。
BESK用の磁気ドラムメモリを開発したOlle Karlqvistは、その過程である電磁現象を発見した。彼の発見は、カルクビストの式（あるいは、カルクビストの磁界式など）の名で知られている。

## 性能
BESKは40ビットマシンであった。計算能力は加算が56 µs（マイクロ秒）、乗算が350 μsであった。静電メモリ容量は512ワード、命令セット長は20ビットであったため、1ワードあたり2つの命令を格納できた。真空管数2,400本とゲルマニウムダイオード400個が使用されていた（つまり、一部はソリッドステートであった）。消費電力は15 kVA（キロボルトアンペア）。
当初、ハードウェア障害が発生するまでの平均ランタイムは5分であった。1954年にはマシンが以前より安定稼働するようになった。ハードウェア障害が発生した場合にソフトウェアが再起動するよう、ブレークポイントが採用されていた。
初期のBESKは英国のウィリアムス管40本（+スペアとして8本）を用いて512ワード×40ビットのメモリを確保した。早い段階からメモリ容量の不足が問題となっていたため、1956年にはCarl-Ivar Bergmanがわずか数週間でフェライトコア式メモリを製作し、装着した。短期間の納期に間に合わせるため、メモリの製作には編み物が得意な主婦が雇われた。新しく取り付けられたメモリの一部ビットが動作しなかったが、不良ビットを取り出して交換する作業は容易であった。

## 利用実績
BESKの最初の計算は1954年4月1日に行われた。BESKが扱った計算ものとしては、カール＝グスタフ・ロスビーとスウェーデン気象水文研究所向けの気象データ、スウェーデン電信電話公社（スウェーデン語: Televerket）向けの統計データ、サーブ 32 ランセン軍用機の翼型計算、スウェーデン道路公団（スウェーデン語: Vägverket）向け路面凹凸計算などがある。夜間はスウェーデン国防電波局がBESKを使って暗号通信の解読を行った。また、原子力産業向け計算にも使用されたが、このほとんどはSMILによって計算された。1957年には、ハンス・リーゼルがBESKを使用して当時最多となる969桁のメルセンヌ数を発見した。
SAABはBESKの処理時間をレンタルしてサーブランセン軍用機の強度計算を行った（おそらくかなりの部分が内密に行われたと思われる）が、BESKの能力不足を感じたため、1955年には2倍の処理速度を目指して独自にSARA（'SAABs räkneautomat）の開発を開始した。SARAの開発に携わった者の一部はファシットに雇われ、Facit EDBの操作に従事した。
1956年春、18人のBESK開発者がストックホルムに拠点を置くオフィス機器製造メーカーのファシットに雇われた。Carl-Ivar Bergmanがリーダーとなり、彼らはBESKを模倣したFacit EDB（モデル1、2および3）の製造を開始した。合計9台が製造され、うち4台がファシット社内で使用されたほか、5台が外部に販売された。1960年7月1日、ファシットは135人の従業員（当時）とともに、ストックホルムのすぐ北に位置するソルナへ移った。
1960年、BESKは建設が計画されている自動車専用道路を走る自動車の「ドライバー視点」のアニメーションを制作するのに使用された。これは、コンピューターによるアニメーションとしては最も古い部類に入る。1961年11月9日、このアニメーションの短編動画がスウェーデン国営テレビによって放送された。

## 豆知識
"Besk"はスウェーデンで"苦い味"を意味する。また、スウェーデン語: Bäskは（ルンドの位置する）スコーネ地方では蒸留酒にニガヨモギを漬け込んで作ったビターズを意味する。BESKの前身であるBARKマシンにCONIAC（Conny [Palm] Integrator And Calculator - "compare Cognac and ENIAC"）という名前を付けようとしたところ当局に却下されたため、意図的に、そして当局には気付かれずに、"Besk"にひっかけてBESKとしたと言われている。